# まほろば (列車)
まほろばは、西日本旅客鉄道（JR西日本）が大阪駅 - 奈良駅間を東海道本線・おおさか東線・関西本線経由で運行する特別急行列車である。
本項では、奈良駅 - 新大阪駅間の特急「らくラクやまと」のほか、2010年（平成22年）の奈良デスティネーションキャンペーンにあわせて運行された「まほろば」についても記述する。

## 概要
「まほろば」の列車名は、もともとは2010年（平成22年）に開催された「奈良デスティネーションキャンペーン」にあわせた臨時特急列車に用いられていた（後述）。同年限りでいったん設定終了となっていたが、
2019年（令和元年）からおおさか東線経由の臨時特急列車として改めて設定され、2021年（令和3年）・2022年（令和4年）を除いて毎年運転された。2025年（令和7年）3月のダイヤ改正では土休日運転の定期列車に格上げされ、本列車用にリニューアルを行った車両も投入されている。

## 運行概況
2025年（令和7年）3月15日時点で、定期列車は土休日のみの設定で、午前中に大阪駅発、午後に奈良駅発の1往復が運転されている。東海道本線（梅田貨物線）・おおさか東線・関西本線経由で運行され、大阪駅では上下とも22番線（うめきたエリア地下ホーム）を発着する。

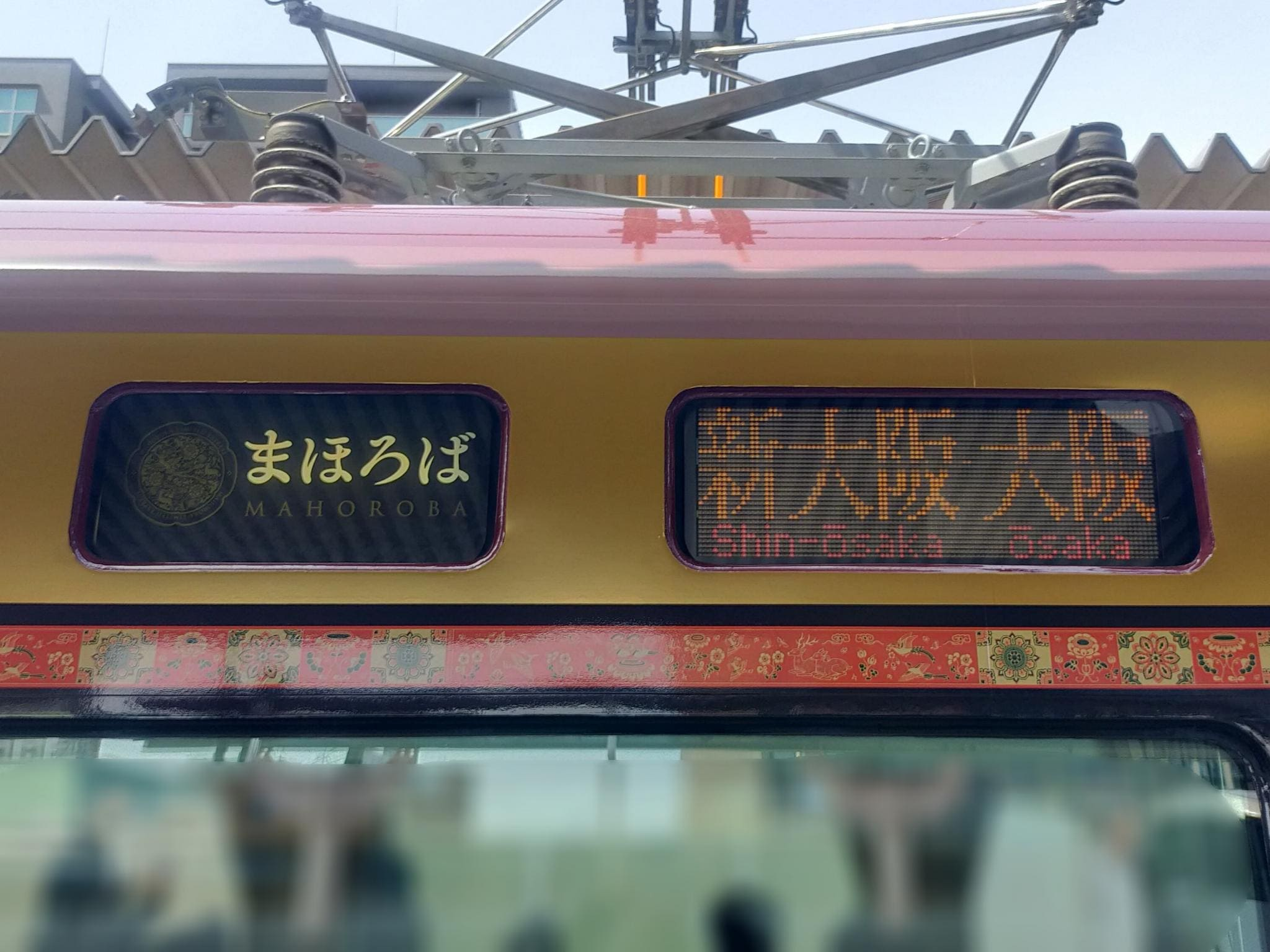
列車名表示 （2025年4月）
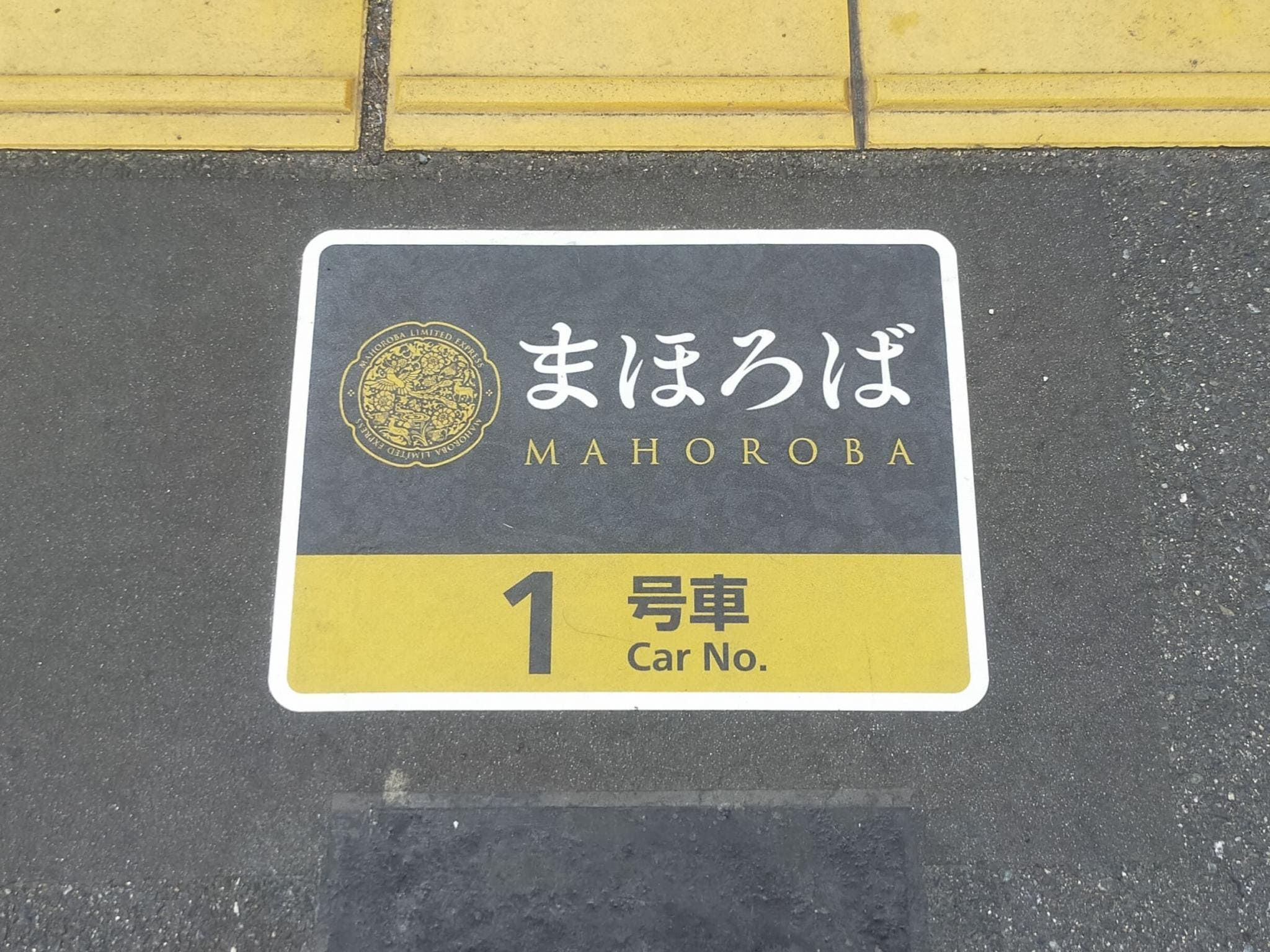
乗車位置表示 （2025年4月5日 奈良駅）

### 停車駅
大阪駅 - 新大阪駅 - 法隆寺駅 - 奈良駅
- 臨時列車時代の2024年（令和6年）夏季（2023年〈令和5年〉秋季を除く）までは法隆寺駅を通過していた[2][3][4]。

### 使用車両・編成
本列車向けにリニューアルされた、683系電車3両編成の「安寧」「悠久」編成が充当されている（「安寧」は2025年（令和7年）4月5日から導入。「悠久」は同年秋ごろから導入予定）。全車が普通車指定席である。
2025年（令和7年）3月30日までは、吹田総合車両所日根野支所所属の287系電車3両編成で運転されていた。2020年（令和2年）春季運転時までは3号車が自由席であった。

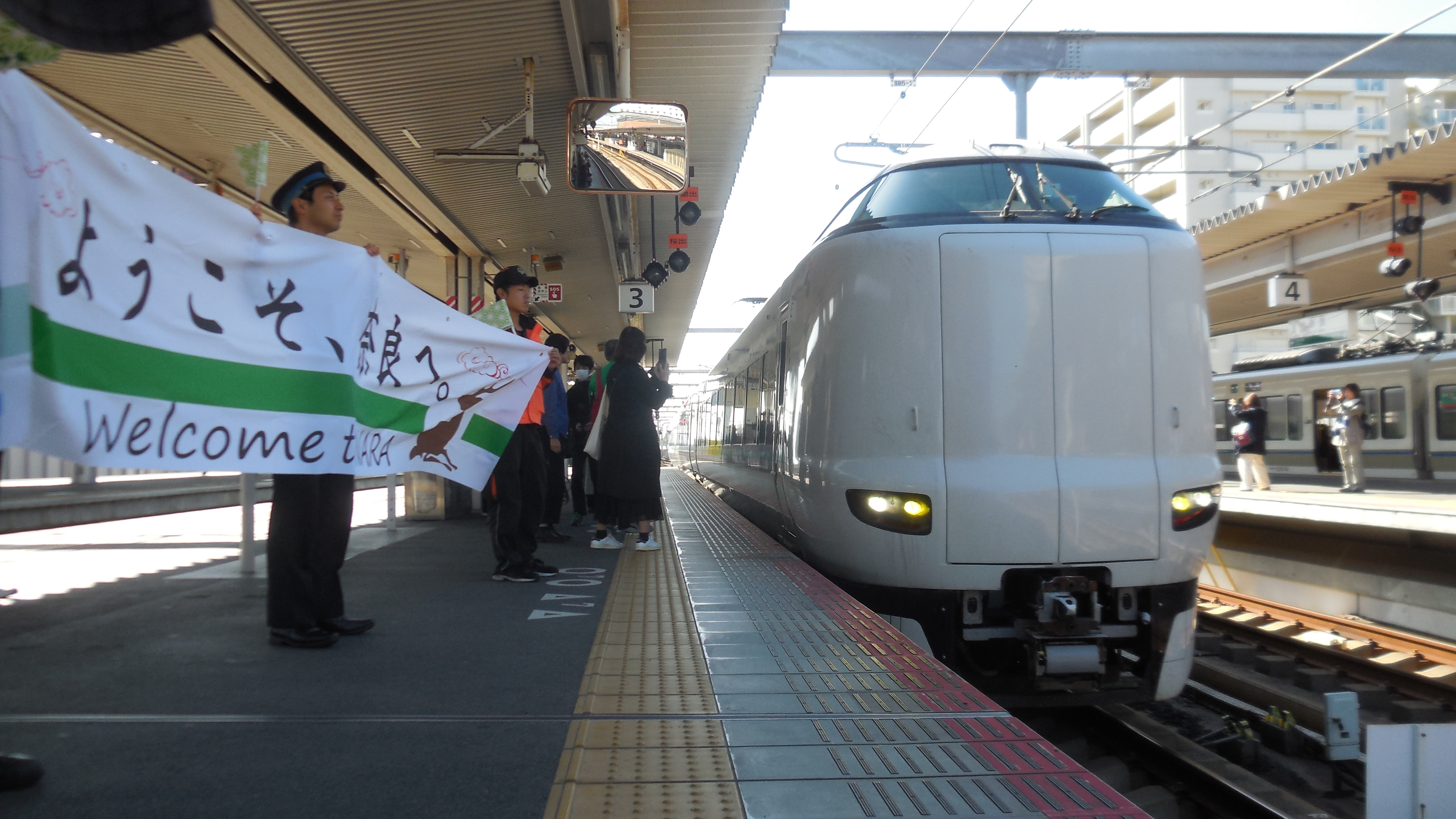
287系による「まほろば」 （2019年11月2日 奈良駅）
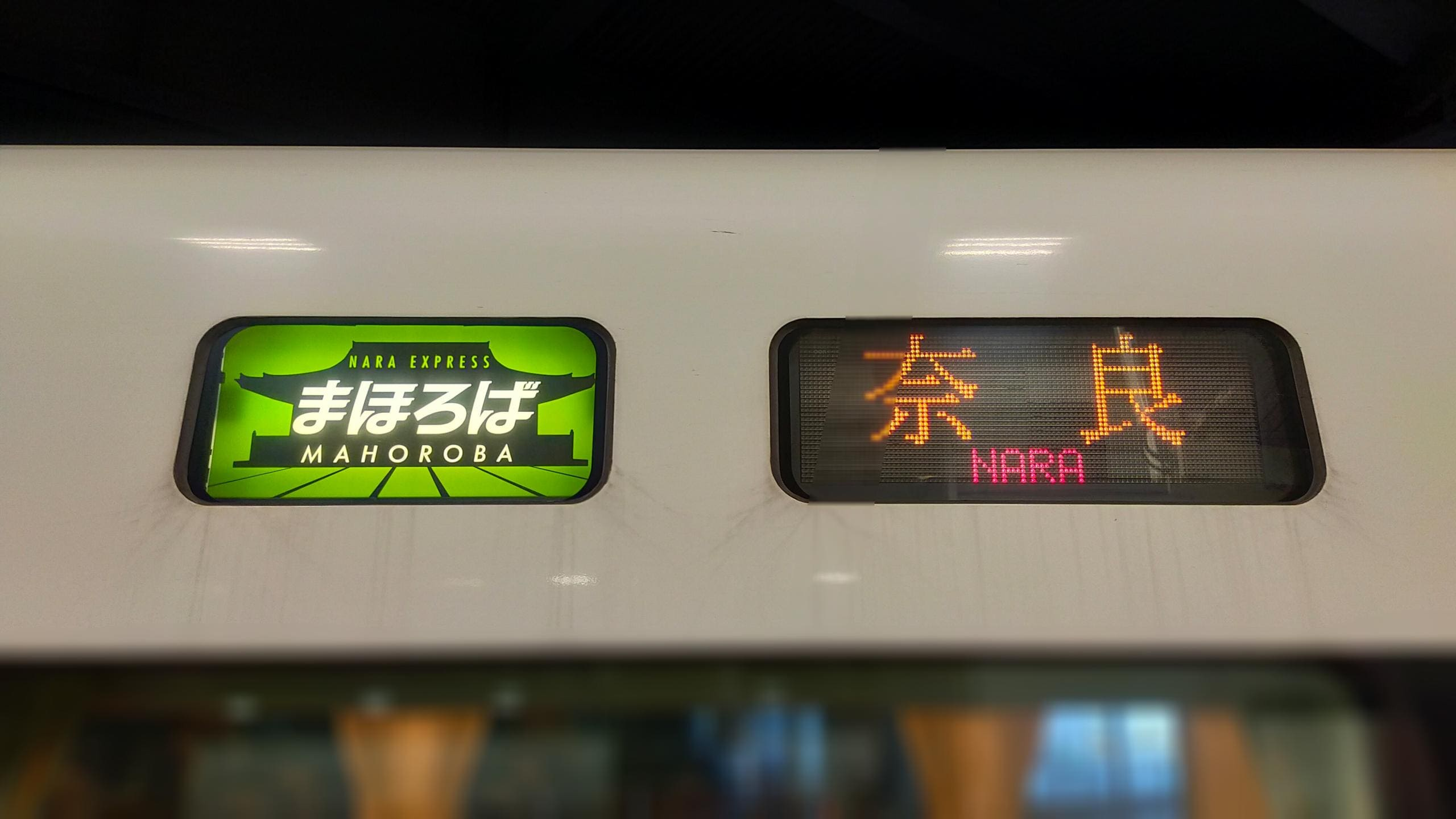
287系時代の列車名表示
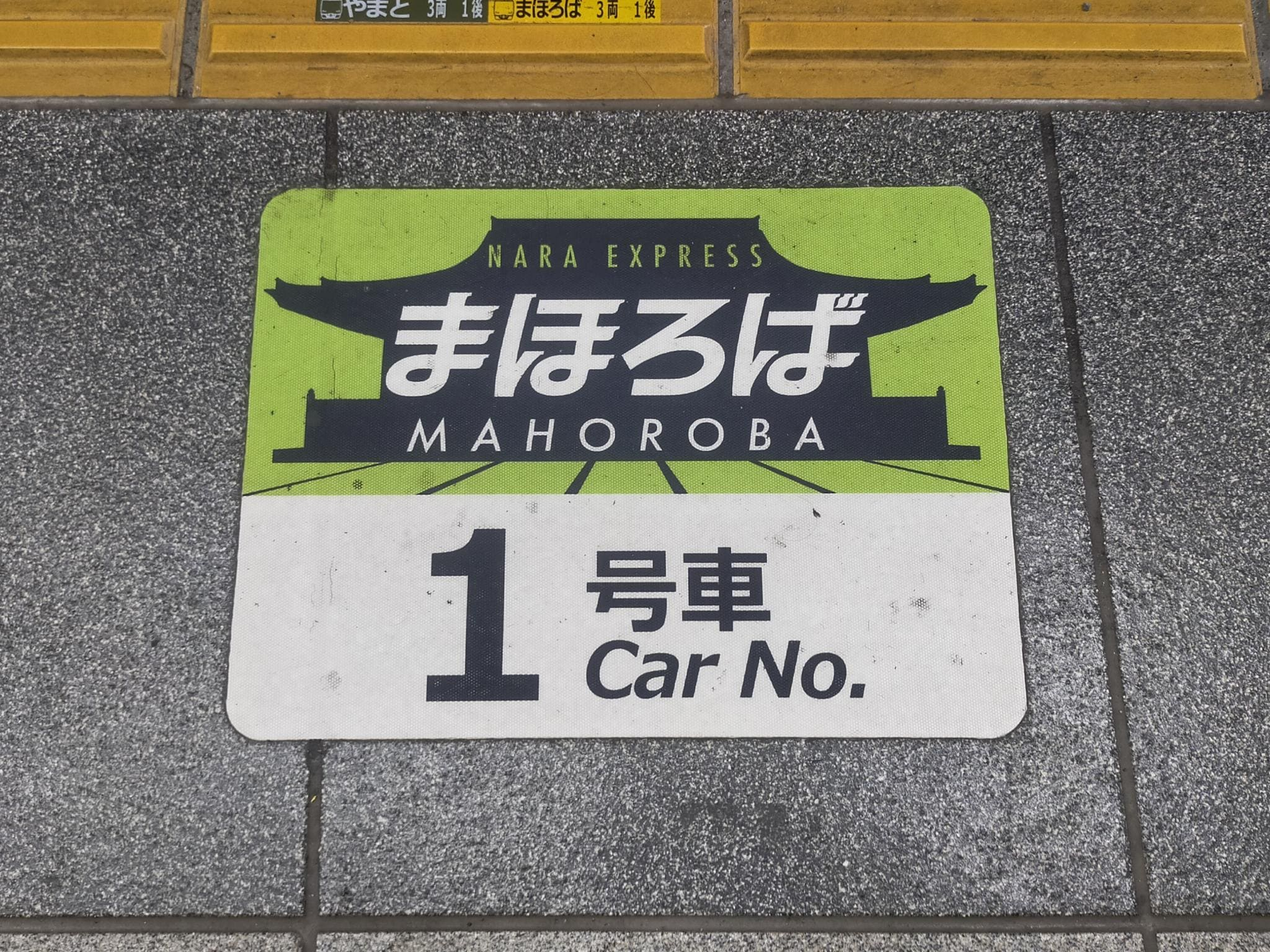
287系時代の乗車位置表示 （2024年11月3日 新大阪駅）

## らくラクやまと

### 概要
「らくラクやまと」は、「まほろば」とは異なり通勤時間帯の着席需要を念頭に置いた列車として、2024年（令和6年）3月のダイヤ改正から平日にのみ運転されている。琵琶湖線の「らくラクびわこ」、JR神戸線の「らくラクはりま」とともに、「らくラク」を冠した着席通勤列車として命名された。
なお「まほろば」は久宝寺駅、「らくラクやまと」は新今宮駅を境に路線の上下方向が切り替わるが、市販の『JR時刻表』においては「まほろば」は大阪駅発を下り方向、「らくラクびわこ」では奈良駅発を下り方向としており、双方で扱いが分かれている。

### 運行概況
2025年（令和7年）3月15日改正時点で、朝に奈良駅発、夜に新大阪駅発の1往復が平日のみ設定されている。（現行の）「まほろば」と異なり天王寺駅・大阪環状線経由での運行で、市販の時刻表や列車番号における上下方向は「まほろば」と逆になっている。大阪駅では「まほろば」同様にうめきたエリア地下ホーム（21・24番線）に発着する。

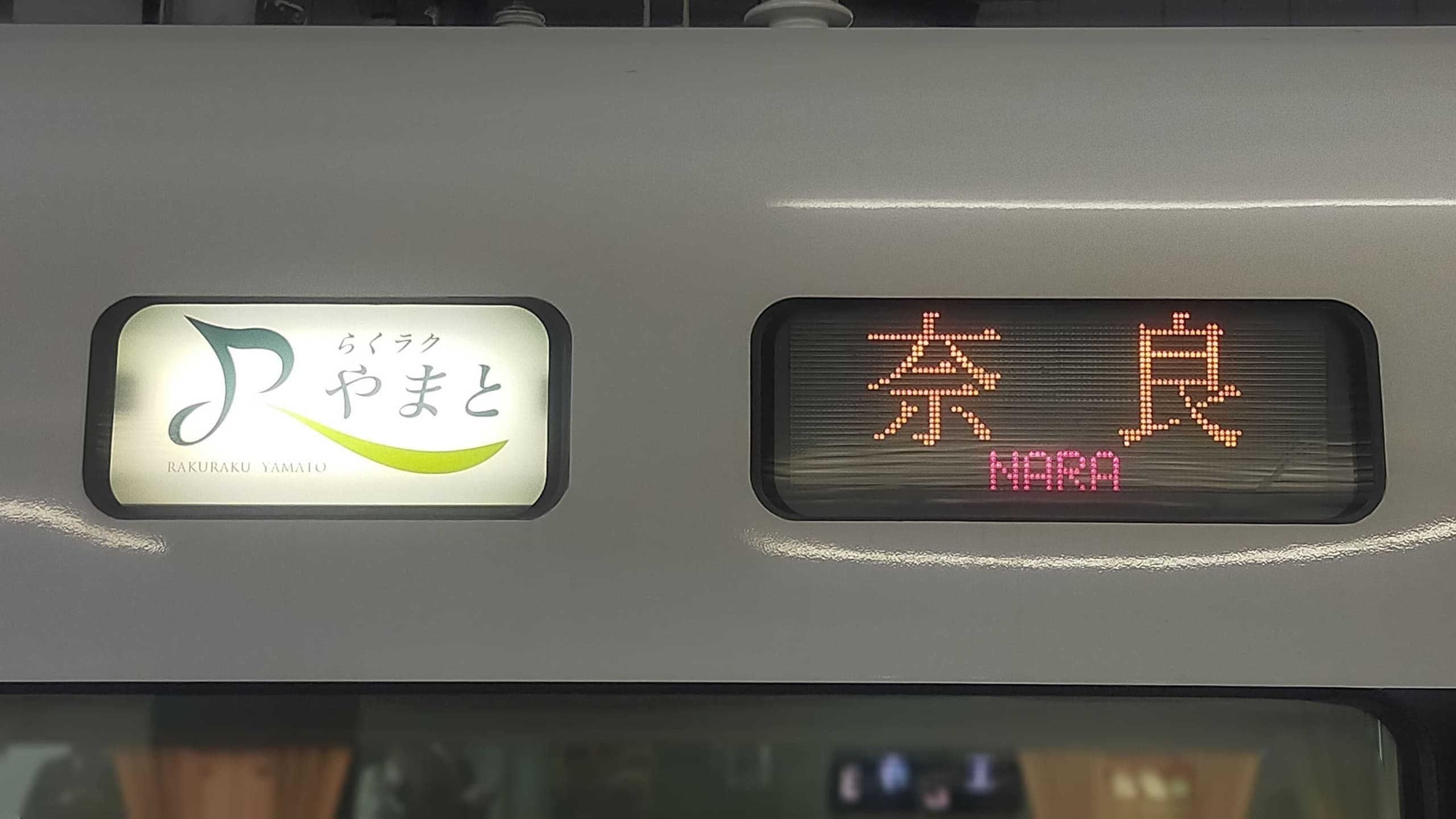
列車名表示
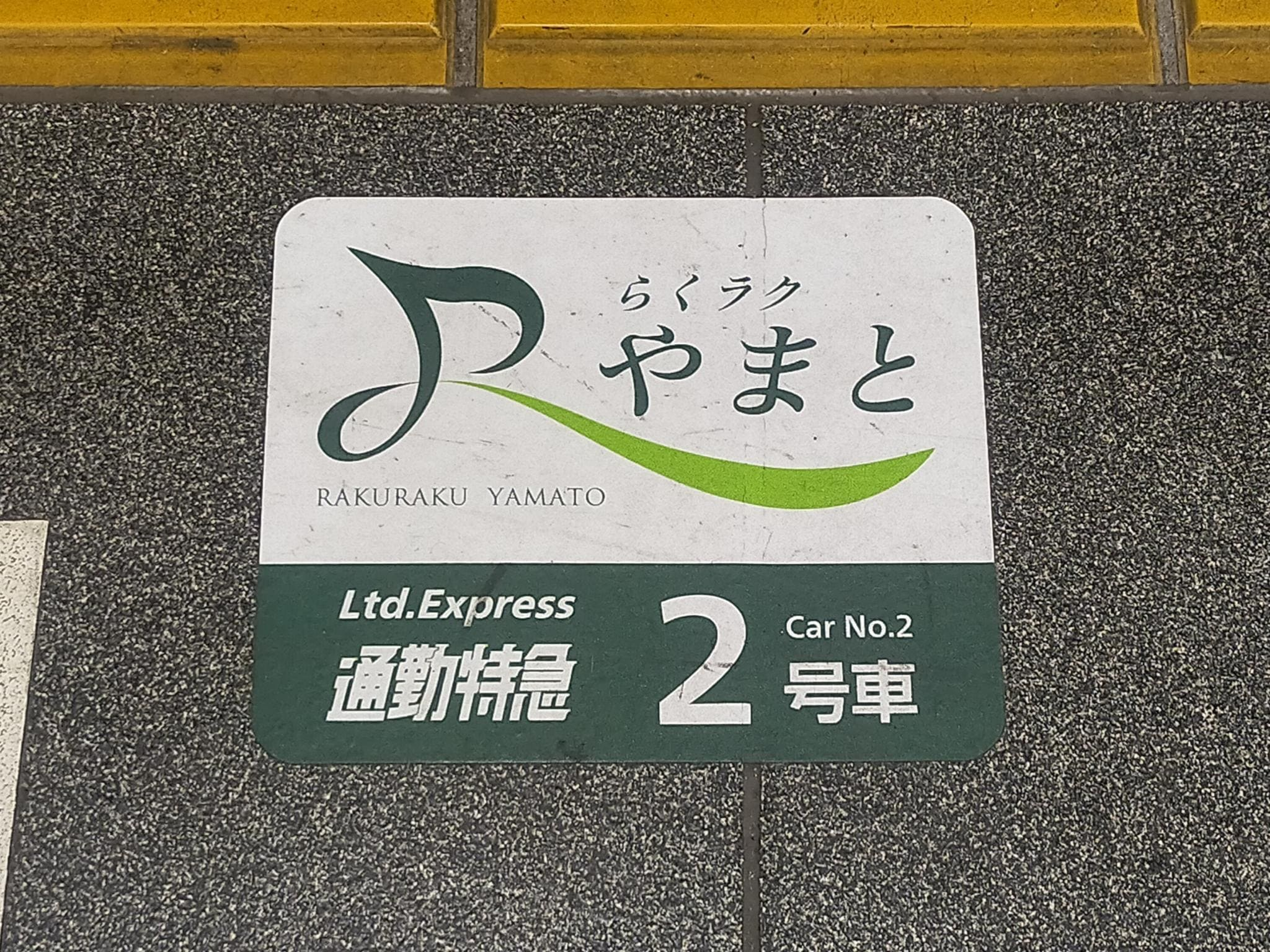
乗車位置表示 （2024年11月22日 新大阪駅）

#### 停車駅
奈良駅 - 郡山駅 - 大和小泉駅 - 法隆寺駅 - 王寺駅 - 柏原駅 - 八尾駅 - 久宝寺駅 - 天王寺駅 - 大阪駅 - 新大阪駅

#### 使用車両・編成
吹田総合車両所日根野支所所属の287系電車3両編成で運転されている。「まほろば」同様、全車が普通車指定席である。

## 沿革

### 前史
日本国有鉄道（国鉄）時代、奈良駅以西の関西本線では優等列車として名古屋駅 - 東和歌山駅（現：和歌山駅）間（阪和貨物線経由）の特急「あすか」、名古屋駅 - 湊町駅（現：JR難波駅）間の急行「かすが」が存在していた。しかし「あすか」は短期間で廃止、「かすが」も1973年（昭和48年）に奈良駅発着に短縮され、以降は定期優等列車が消滅。臨時列車としても、京都駅 - 白浜駅間を奈良線・関西本線・阪和貨物線経由で運行する特急「しらはま」が1988年（昭和63年）から翌1989年（平成元年）まで設定されたのが最後であった。
また、着席通勤列車として1988年（昭和63年）から普通列車扱い（乗車整理券制）の「やまとじライナー」が運行されていたが、これも2011年（平成23年）に廃止となっていた。

### 2010年運行の「まほろば」

#### 概要
2010年（平成22年）の奈良エリアは奈良県・JR6社が協賛する「平城遷都1300年記念事業」に加え、4月 - 6月に「奈良デスティネーションキャンペーン」も開催されることから、その利用客輸送のための臨時特急列車として「まほろば」が設定された。

#### 運行概況
キャンペーン開始日となる4月1日（木曜）が初運行となり、その後はキャンペーン中の土休日に1往復（午前に新大阪発、午後に奈良発）が設定されていた。
全区間でB特急料金が適用され、本列車の運転に伴って天王寺駅 - 八尾駅間が新たにB特急料金の区間となった。また、2人または3人のグループ向けに、割安で指定席を利用できる「まほろばグループ特急券」も設定されていた。
6月27日のラストランでは、駅員などが明治時代の制服着用で見送り、奈良駅長の出発合図で発車した。

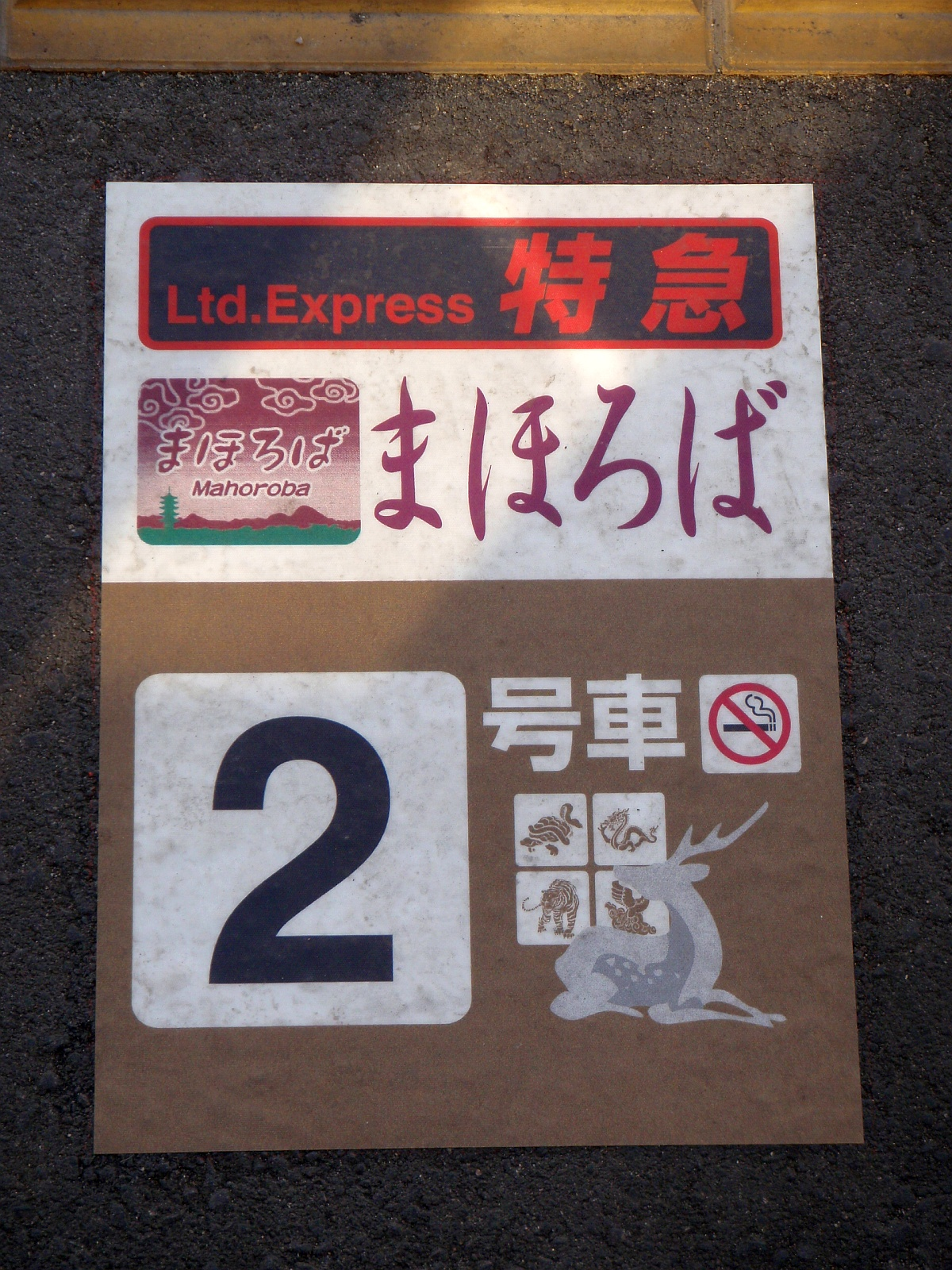
乗車位置表示 （奈良駅）
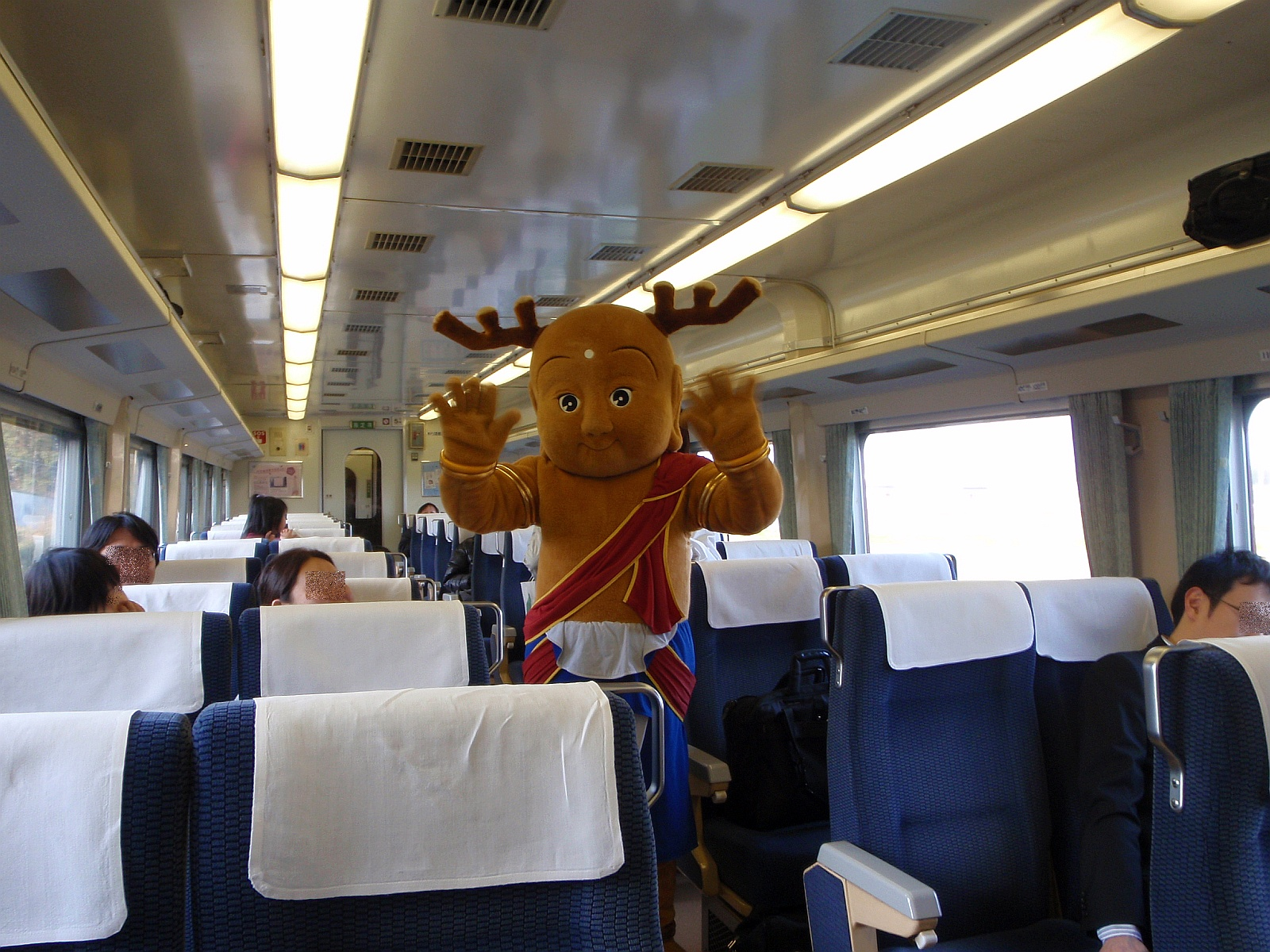
車内の様子 平城遷都1300年祭マスコットキャラクター（当時）の「せんとくん」が乗車する日もあった

##### 停車駅
新大阪駅 - 天王寺駅 - 王寺駅 - 法隆寺駅 - 奈良駅
- 大阪駅地下ホームは当時未開業。

#### 使用車両・編成
381系電車6両編成が使用され、普通車指定席4両と自由席2両（4月1日のみ全車指定席）が設定された。

### 「まほろば」の再設定と「らくラクやまと」の新設
2019年（令和元年）におおさか東線が全線開業したのを契機に、11月 - 12月に新大阪駅 - 奈良駅間でノンストップの臨時特急列車が運行されることとなり、約10年ぶりに「まほろば」の名称が復活した。新大阪駅で接続する山陽新幹線沿線から奈良市方面への誘客を念頭に置いているほか、オーバーツーリズムが指摘される京都・大阪方面の観光客を奈良に取り込む狙いもあると報じられた。通年運行も視野に入れているとされたが、翌2020年は新型コロナウイルス感染症拡大の影響により運休が発生。2021年・2022年は列車の設定自体がなくなっていた。
2023年（令和5年）3月から「まほろば」の運行が再開され、同年に地下ホームが新設された大阪駅発着に延長されたほか、安価に利用できる「まほろばチケットレス特急券」が設定された。翌2024年（令和6年）度は臨時列車ながらほぼ通年で運行され、2025年（令和7年）3月15日のダイヤ改正で土休日運転の定期列車に格上げされた。
一方、2024年3月16日のダイヤ改正では平日運転の定期特急列車として「らくラクやまと」が新設された。「快速 うれしート」とあわせ、着席サービス強化の一環として設定されている。

### 年表
- 2010年（平成22年）4月1日 - 6月27日：新大阪駅 - 奈良駅間（大阪環状線経由）で、土休日運転（4月1日のみ例外として運転）の臨時特急「まほろば」を設定[13]。
- 2019年（令和元年）11月2日 - 12月8日：新大阪駅 - 奈良駅間（おおさか東線経由）で、臨時特急「まほろば」13往復を設定。途中停車駅はなし[9]（以下特記なき限り同じ）。
- 2020年（令和2年）
  - 3月14日 - 6月28日：「まほろば」31往復を設定[21]。
ただし新型コロナウイルスの感染拡大により、5・6月は全列車が運休となった[22][23]。
  - 8月22日 - 9月27日：「まほろば」14往復を設定[24][25]。
- 2023年（令和5年）
  - 3月25日 - 6月11日：大阪駅 - 奈良駅間で「まほろば」16往復を設定。途中停車駅は新大阪駅のみ[10]。
  - 10月7日 - 12月10日：「まほろば」23往復を設定。法隆寺の世界遺産登録30周年にあわせて、法隆寺駅を停車駅に追加[2]。
- 2024年（令和6年）
  - 3月16日 - 6月30日：「まほろば」36往復を設定。法隆寺駅は再び通過となる[26]。
  - 3月18日：奈良駅 - 新大阪駅間で平日運転の特急「らくラクやまと」が定期列車として運行開始[注 2]。途中停車駅は大阪駅・天王寺駅・久宝寺駅・王寺駅・法隆寺駅・大和小泉駅・郡山駅[20]。
  - 7月6日 - 9月29日：「まほろば」25往復を設定[27]。
  - 10月5日 - 11月30日：「まほろば」19往復を設定[28]。再び法隆寺駅を停車駅に追加[3]。
  - 12月1日 - 翌年2月24日：「まほろば」24往復を設定[29][4]。
- 2025年（令和7年）
  - 3月1日 - 3月9日：「まほろば」4往復を設定[30]。
  - 3月15日：ダイヤ改正により以下の通り変更。
    - 「まほろば」を土休日運転の定期列車化[7][5][11]。また大阪・関西万博にあわせ、10月13日まで臨時列車として土休日に1往復（91・92号）を追加で設定[11]。
    - 「らくラクやまと」の停車駅に柏原駅・八尾駅を追加[31]。

  - 4月5日：「まほろば」に683系「安寧」編成を投入[7][8]。
  - 秋ごろ（予定）：「まほろば」に683系「悠久」編成を投入[7]。

### 列車名の由来
「まほろば」は「素晴らしい場所」あるいは「住みやすい場所」という意味の古語で、すでに奈良あるいは旧大和国を称する言葉や奈良県のイベント・施設名称として使用されていたことから、列車名として採用された。